# Joseph Kollamparambil
Joseph Kollamparambil (ur. 22 września 1955 w Chennad) – indyjski duchowny syromalabarski, biskup pomocniczy Shamshabad od 2022.

## Życiorys

### Prezbiterat
Święcenia kapłańskie otrzymał 18 grudnia 1981 i został inkardynowany do eparchii Palai. Pracował głównie jako duszpasterz parafialny, był też m.in. ekonomem Kolegium św. Jerzego oraz przełożonym Kolegium św. Grzegorza w Aruvithura, a także syncelem eparchii. W 2019, w ramach współpracy misyjnej, został syncelem eparchii Shamshabad odpowiedzialnym za misję w Gujarat.

### Episkopat
25 sierpnia 2022 papież Franciszek mianował go biskupem pomocniczym eparchii Shamshabad nadając mu stolicę tytularną Bencenna. Sakry udzielił mu 9 października 2022 kardynał George Alencherry.